# Сторож (фильм, 2019)
«Сторож» — российский драматический фильм Юрия Быкова. Премьера картины состоялась 18 октября 2019 года в Москве. В широкий прокат картина вышла 24 октября 2019 года. Одновременно с премьерой в кинотеатрах фильм появился и на сервисе Кинопоиск, поскольку сопродюсером фильма является Яндекс. Студия.

## Сюжет
Мужчина лет сорока (в прошлом — хирург) работает сторожем в закрытом на зиму санатории вдали от города. Кроме него, на территории никого нет. Однажды утром он обнаруживает, что его пса Бандита кто-то повесил на суку возле ворот. Сторож хоронит пса, а затем с намерением повеситься возвращается к воротам и начинает привязывать к на удивление ненадёжному суку верёвку с петлёй. Внезапно в ворота, ломая их, въезжает на большой скорости автомобиль, из которого выбегает пьяная женщина. Сторож падает в снег. Испугавшись Сторожа, она убегает от него в здание санатория, зовя на помощь. На следующее утро к санаторию приходит пешком муж женщины Стас, который вышел из машины из-за ссоры с ней и ночью чуть не замёрз в метель. Стас отогревается чаем и просит Сторожа дать им с женой пожить несколько дней в санатории, предлагая щедрое вознаграждение. Стас и Вера часто ссорятся и кричат друг на друга; как можно понять, они скрываются от кого-то.
Вечером к санаторию подходят трое мужчин и поджигают деревянную беседку. Они вызывают Сторожа, ругают и обливают его бензином, угрожают сжечь за всё, что он сделал когда-то. Затем без какого-то действия они уходят. Вера привозит из города алкоголь и каждый день пьёт. Однажды вечером она рассказывает Сторожу, что недавно у них со Стасом умер двухлетний сын, после чего Стас «поплыл» и сбежал от коллег по уголовным делам, сняв со всех счетов деньги, принадлежащие всей группе.
Днём к воротам санатория подъезжает человек, который просит передать привет Стасу и говорит, что заедет снова ночью. Оказывается, это бывший товарищ Стаса Багор, однако Стас просит Сторожа не говорить ему, что он и Вера в санатории. Ночью Стас с Верой делают попытку уехать на машине, но Багор догоняет их, и завязывается перестрелка. Хотя Багор предлагает помочь Стасу скрыться, отдав ему часть денег, Стас не верит ему. Багор успевает ранить Стаса, и Стас убивает его. Сторож и Вера дотаскивают Стаса до санатория, где Сторож вынимает Стасу пулю из живота и перевязывает его.
Стасу становится лучше, и он предлагает Вере уехать, но та отказывается. Стас понимает, что у Веры завязались отношения со Сторожем, а сама Вера говорит, что никогда не любила Стаса. Сторож рассказывает Вере о себе: когда-то он был лучшим хирургом области, но со временем разочаровался в жизни и опустился, а однажды с похмелья не смог сделать операцию женщине, которая умерла от потери крови (это её муж и сын приезжали и угрожали ему). Вера предлагает позвонить шефу Стаса и сдать его, а ей и Сторожу уехать подальше, но Сторож просит Веру не выдавать Стаса, говоря, что она до конца жизни не сможет простить этого себе.
Тем не менее, Вера вызывает бывшего шефа Стаса Богатова, который вечером приезжает с тремя подчинёнными. Они избивают Сторожа, который тем не менее отказывается признать, что Стас и Вера у него, но потом к ним на улицу выходит сам Стас. Он отдает Богатову украденное, и выбежавшая на улицу Вера просит Богатова не убивать Стаса, на что Богатов говорит, что он не может так поступить. Один из людей Богатова убивает Стаса, и они уезжают. Вера и лежащий на земле избитый Сторож остаются рядом со зданием санатория.

## В ролях
| Актёр             | Роль                       |
| ----------------- | -------------------------- |
| Юрий Быков        | (ранее хирург) сторож Влад |
| Владислав Абашин  | Стас                       |
| Алла Юганова      | Вера                       |
| Олег Зима         | отец                       |
| Гела Месхи        | сын                        |
| Артур Бесчастный  | Анатолий Богатов           |
| Николай Козак     | Андрей («Гнутый»)          |
| Александр Кузьмин | «Багор»                    |

## Съёмки
О начале съёмок сообщалось в ноябре 2018 года, причём исходно предполагалось, что роль Сторожа исполнит Кирилл Пирогов.
Съёмки фильма проходили на территории санатория «Сосновый бор» в Солотче.